# Fengersfors
Fengersfors  är en tätort i Åmåls kommun som ursprungligen hette Lisefors efter brukspatron Christopher Sahlins fru Anna Lisa. Namnet byttes till Fengersfors av brukspatron Johan Fenger-Krog.
Fengersfors är en bruksort där det har tillverkats järn, pappersmassa och papper. Fengersfors bruk lades ned 1978 och sedan 2003 har brukets lokaler använts för konsthantverk och småföretagande framförallt inom ramen för konstnärskooperativet Not Quite.

## Historia

### Bruket
Lisefors järnbruk anlades vid slutet av 1700-talet och lades ned 1884. År 1882 hade dåvarande ägaren Christopher Sahlin i stället anlagt ett träsliperi och 1892 grundades ett bolag för att anlägga ett kemiskt pappersbruk. Efter ett flertal konkurser övertogs verksamheten av direktör Johan Fenger-Krog från Göteborg, vilken 1901 bildade Fengersfors Bruks AB och samtidigt lät ändra ortens namn till Fengersfors. Pappersbruket eldhärjades 1906, men återuppbyggdes direkt. År 1913 introducerade företaget oceanpappret, ett fukttåligt papper med mellanlägg av asfalt och ogenomträngligt för fukt. I slutet av 1940-talet installerade Fengersfors bruk som första sulfatfabrik i världen en kokprocess för kontinuerlig drift. År 1969 köptes bruket av AB Enderlein & Co.
Pappersbruket lades ned 1978 och har numera  småföretag och konstnärskollektivet Not Quite som hyresgäster. Not Quite bildades 2003 och har bidragit till att stabilisera befolkningsnedgången efter brukets nedläggning. Fengersfors har blivit Dalslands tredje mest besökta turistmål efter akvedukten i Håverud och Baldersnäs.

### Barnkoloni
År 1905 grundade baptistpastorn John Hedberg Kristinedals barnkoloni som efter dennes död 1916 drevs vidare av Hedbergska stiftelsen.
1971 övertogs anläggningen av Älvsborgs läns landsting som gjorde om den till ett elevhem. Från och med 2001 driver ett kommunalt bolag behandlingshem.

### Vattenskidsport
Den svenska organiserade vattenskidsporten startade i Fengersfors 1961. Året innan hade tävlingar i Borås blivit sönderblåsta och nu behövde Karlstads Vattenskidklubb en bättre arena för de nya nordiska tävlingarna. I samarbete med den dåvarande lokala klubben anordnades på Knarrbysjön  sportens första Nordiska Mästerskap. Ett problem var att ingen Riksförbundsansluten organisation fanns i landet. och därför uppkom lokalt ambitionen för att bilda en sådan. År 1962 års inofficiella SM hölls sedan i Fengersfors. År 1963 hölls landets första officiella SM i vattenskidor på arenan i Fengersfors.

### Befolkningsutveckling
| Befolkningsutvecklingen i Fengersfors 1960–2020 | Befolkningsutvecklingen i Fengersfors 1960–2020 | Befolkningsutvecklingen i Fengersfors 1960–2020 | Befolkningsutvecklingen i Fengersfors 1960–2020 | Befolkningsutvecklingen i Fengersfors 1960–2020 |
| ----------------------------------------------- | ----------------------------------------------- | ----------------------------------------------- | ----------------------------------------------- | ----------------------------------------------- |
|                                                 |                                                 |                                                 |                                                 |                                                 |
| År                                              |                                                 |                                                 | Folkmängd                                       | Areal (ha)                                      |
| 1960                                            | 1960                                            |                                                 | 465                                             |                                                 |
| 1965                                            | 1965                                            |                                                 | 505                                             |                                                 |
| 1970                                            | 1970                                            |                                                 | 566                                             |                                                 |
| 1975                                            | 1975                                            |                                                 | 514                                             |                                                 |
| 1980                                            | 1980                                            |                                                 | 449                                             |                                                 |
| 1990                                            | 1990                                            |                                                 | 389                                             | 97                                              |
| 1995                                            | 1995                                            |                                                 | 373                                             | 97                                              |
| 2000                                            | 2000                                            |                                                 | 387                                             | 97                                              |
| 2005                                            | 2005                                            |                                                 | 375                                             | 97                                              |
| 2010                                            | 2010                                            |                                                 | 345                                             | 97                                              |
| 2015                                            | 2015                                            |                                                 | 323                                             | 78                                              |
| 2020                                            | 2020                                            |                                                 | 303                                             | 78                                              |
|                                                 |                                                 |                                                 |                                                 |                                                 |

## Samhället
Samhällstjänster & service:
- Förskola
- Matbutik & spel (Handlarn)
- Cafe/Bistro (Not Quite Café)
- Industrihistoriskt museum (Brukets första pappermaskin m m)
- Konstutställningslokaler (Not Quite)
- Konsthantverksverkstäder (Not Quite)
- Homografiska Museet
- Hantverksbutik (Not Quite)
- Galleri (Not Quite)
- Hantverksbageri (Brukets godaste)
- B&B (Fengers Husrum)
- På 1950-talet byggdes ortens Folkets hus med hjälp av disponent Fenger-Krog, då hette det Fengersfors Fritidslokaler.
- Sjösättningsramp och ställplats vid Knarrbysjön

## Sevärdheter
På det kulturella planet kan man besöka det nedlagda Fengersfors bruk, som under 150 år dominerande orten. Fengersfors bruk i Åmåls kommun i Västra Götalands län tilldelas utmärkelsen Årets industriminne 2015 för omvandlingen av en överbliven processindustri till en spännande arena för industrihistoria, konstnärligt skapande och företagande. Sedan 2003 har bruket använts för konsthantverk och småföretagande framförallt inom ramen för konstnärskooperativet Not Quite. Som första sulfatfabrik i världen installerads där 1948–49 i daglig drift en så kallad kontinuerlig kokare för pappersmassa. Denna patenterade metod blev sedan dominerande i världen och en stark exportprodukt från Karlstad. 
Badplats med brygga och hopptorn finns vid Knarrbysjön.
Ett 20-tal fornfyndsplatser finns i anslutning till orten.
Vandringsleder, i anslutning till bl.a. inspelningsplatser för den första filmatiseringen av Astrid Lindgrens roman om Ronja Rövardotter, finns i området, under samlingsnamnet Vandra i Ronjaland. Området är naturskönt och inspirerade konstnären Otto Hesselbom till den nationalromantiska målningen Vårt land.